# Battaglia nella costa dell'Ellesponto
La battaglia dell'Ellesponto, avvenuta nel maggio del 321 a.C., vide contrapposti il generale greco e satrapo della Cappadocia Eumene di Cardia e il reggente dell'Impero macedone Cratero.
A differenza di Eumene, che si faceva promulgatore di una continuità dell'Impero del defunto Alessandro Magno, Cratero, insieme ad altri ex stretti collaboratori di Alessandro quali Antigono Monoftalmo, ambiva ad una divisione e frammentazione dei territori conquistati dal grande sovrano macedone.

## Antefatto
Eumene di Cardia appoggiava la fazione capeggiata da Perdicca, considerato successore di Alessandro, e per legittimare ulteriormente la sua candidatura si adoperava tra il 322 a.C. e il 321 a.C. per far sì che questi riuscisse a sposare Cleopatra, sorella di Alessandro. Si recò dunque a Sardi, per portare a Cleopatra dei doni da parte di Perdicca stesso, poiché egli stava intraprendendo una spedizione per riportare all'ordine Tolomeo, che governava l'Egitto. La cosa fu scoperta da Menandro, satrapo di Lidia, che informò immediatamente sui fatti Antigono, che divenne più deciso che mai ad osteggiare il progetto di Perdicca. Fu appoggiato da Cratero e Antipatro, che passarono dal Chersoneso Tracico all'Ellesponto con 30000 uomini dopo aver corrotto le sentinelle che controllavano lo stretto dei Dardanelli. I due inviarono ambascerie a Eumene, satrapo di Cappadocia, e Neottolemo, satrapo d'Armenia, per convincerli a passare dalla loro parte. Solo Neottolemo accettò, e in seguitò a ciò si scatenò una breve guerra tra lui ed Eumene, nella quale quest'ultimo ebbe la meglio sconfiggendolo in una battaglia grazie al contributo di un contingente di 6300 cavalieri cappadoci da lui reclutati. In seguito a questi eventi, Eumene aveva potuto incorporare la forte fanteria macedone a disposizione del satrapo d'Armenia nel suo esercito, disponendo in tal modo di una forza militare temibile. Neottolemo fuggì da Cratero e Antipatro con soli 300 cavalieri, persuadendoli a muovere guerra ad Eumene. Una parte delle forze, composta da circa diecimila uomini, seguì Antipatro per combattere Perdicca in Egitto. Le forze restanti, al comando di Neottolemo e Cratero, erano pronte alla resa dei conti con Eumene e marciarono verso la Frigia ellespontica. Il comandante greco si trovò in grave difficoltà, data la fama che Cratero aveva presso qualsiasi soldato macedone, e quindi anche sui suoi uomini. Dovette quindi nascondere che il leggendario generale che aveva combattuto a fianco di Alessandro per l'ultima volta nella battaglia dell'Idaspe sarebbe stato l'avversario della prossima battaglia. Riuscì in tal modo ad arrivare allo scontro decisivo senza che le sue truppe defezionassero in favore dei suoi nemici.

## La battaglia
Gli effettivi di Cratero e Neottolemo potevano contare su una superiorità numerica di fanteria, che Eumene seppe compensare con le sue qualitativamente migliori forze di cavalleria. La cavalleria del greco infatti, composta da cappadoci da lui personalmente reclutati, ebbe la meglio su quella macedone e fece buon gioco nell'impedire a Cratero di venire a contatto con la fanteria macedone di Eumene. Quest'ultimo evitò in tal modo che la sua fanteria defezionasse in favore del popolare reggente, dato l'ascendente che Cratero aveva praticamente su qualsiasi soldato macedone. La tattica ebbe successo dunque, e Cratero fu ucciso per mano di alcuni soldati paflagoni mentre avanzava impetuosamente, abbattendo i nemici che gli si paravano davanti. Neottolemo cadde invece per mano dello stesso Eumene di Cardia, che pure aveva ricevuto ferite parecchio gravi durante la mischia tra le due fanterie. Dopo la morte dei due comandanti, i fanti macedoni sotto il loro comando volsero in fuga riparando successivamente presso Antipatro, e la battaglia terminò.
Il numero dei caduti è imprecisato. Grosse furono sicuramente le perdite dello schieramento comandato da Cratero e Neottolemo, aggravate dalla morte di entrambi.

## Conseguenze
La notizia della sconfitta arrivò di lì a poco ad Antipatro, che ebbe come consolazione quella di poter incorporare nei suoi ranghi le truppe di Cratero e Neottolemo sopravvissute allo scontro. La vittoria non ebbe particolari esiti politici, dato che la guerra tra i successori di Alessandro continuò senza tregua portando tra l'altro alla morte Perdicca in Egitto nel 321 a.C. stesso. Era così riuscito il progetto di Antigono di impedire il matrimonio tra il chiliarca e Cleopatra. Con la morte di Eumene nel 316 a.C., cessò di esistere il partito che ancora sosteneva l'unità dello sterminato  impero creato da Alessandro.